# Лагранжиан
Лагранжиа́н, фу́нкция Лагра́нжа {\displaystyle {\mathcal {L}}[\varphi _{i}]} динамической системы, является функцией обобщённых координат {\displaystyle \ \varphi _{i}(s)} и описывает развитие системы. Например, уравнения движения (для классической механики) в этом подходе получаются из принципа наименьшего действия, записываемого как
{\displaystyle {\frac {\delta {\mathcal {S}}}{\delta \varphi _{i}}}=0,}
где действие — функционал {\displaystyle {\mathcal {S}}[\varphi _{i}]=\int {{\mathcal {L}}[\varphi _{i}(s)]{}\,d^{n}s},}
а {\displaystyle \varphi _{i}} — обобщённые координаты (например, координаты частиц или полевые переменные),{\displaystyle \ s_{j}} обозначает множество параметров системы, в случае классической механики — независимые пространственные координаты и время, а более широком — ещё электрические или другие физические параметры. Названа в честь Жозефа Луи Лагранжа.
Уравнения, полученные посредством приравнивания нулю функциональной производной функционала по всем направлениям, идентичны обычным уравнениям Эйлера – Лагранжа. Динамические системы, чьи уравнения могут быть получены посредством принципа наименьшего действия для удобно выбранной функции Лагранжа, известны как лагранжевы динамические системы.
Примеров лагранжевых динамических систем много, начиная с классической версии Стандартной модели в физике элементарных частиц и заканчивая уравнениями Ньютона в классической механике (см. Лагранжева механика). Также к этой области относятся чисто математические проблемы, такие как задача нахождения уравнений геодезических и проблема Плато.
Через преобразование Лежандра лагранжиан связан с гамильтонианом (в котором за основу берутся импульсы). На гамильтониане основана гамильтонова формулировка классической механики.

## Пример изклассической механики
Понятие функции Лагранжа было первоначально введено для переформулировки классической механики в виде, известном как лагранжева механика. В этом контексте функция Лагранжа обычно берётся в виде разности кинетической и потенциальной энергии механической системы.
Пусть размерность пространства равна трём и функция Лагранжа записана в виде
{\displaystyle {\frac {1}{2}}\,m{\dot {\vec {x}}}^{2}-V({\vec {x}}),}
где производная по времени обозначается точкой над дифференцируемой величиной, {\displaystyle {\vec {x}}} — радиус-вектор частицы, {\displaystyle m} — её масса и {\displaystyle V} — потенциальная энергия. Тогда уравнение Эйлера – Лагранжа будет иметь вид
{\displaystyle m{\ddot {\vec {x}}}+\nabla V=0,}
где {\displaystyle \nabla V} — градиент.
Используя этот результат, можно легко показать, что этот подход эквивалентен подходу Ньютона. Запишем силу {\displaystyle F} в терминах потенциала {\displaystyle {\vec {F}}=-\nabla V(x)}, тогда мы получим уравнение {\displaystyle {\vec {F}}=m{\ddot {\vec {x}}}}, которое аналогично уравнению Ньютона с постоянной массой. Простые вычисления приведут нас к выражению {\displaystyle {\vec {F}}=d{\vec {p}}/dt}, которое является вторым законом Ньютона в его обобщённой форме.
Для трёхмерной системы со сферическими координатами {\displaystyle r}, {\displaystyle \theta }, {\displaystyle \varphi } с лагранжианом
{\displaystyle {\frac {m}{2}}\,({\dot {r}}^{2}+r^{2}{\dot {\theta }}^{2}+r^{2}\sin ^{2}\theta \,{\dot {\varphi }}^{2})-V(r)}
можно получить следующие уравнения Эйлера – Лагранжа:
{\displaystyle m{\ddot {r}}-mr({\dot {\theta }}^{2}+\sin ^{2}\theta \,{\dot {\varphi }}^{2})+V'=0,}
{\displaystyle {\frac {d}{dt}}(mr^{2}{\dot {\theta }})-mr^{2}\sin \theta \cos \theta \,{\dot {\varphi }}^{2}=0,}
{\displaystyle {\frac {d}{dt}}(mr^{2}\sin ^{2}\theta \,{\dot {\varphi }})=0.}

## Классический релятивистский лагранжиан свободной частицы
Классический (не квантовый, кроме прочего, игнорирующий спин) лагранжиан свободной частицы в теории относительности совпадает (с точностью до знака) со скоростью роста длины её мировой линии в пространстве Минковского (то есть со скоростью изменения собственного времени), умноженной на массу частицы {\displaystyle m} и на квадрат скорости света {\displaystyle c}:
{\displaystyle {\mathcal {L}}=-mc^{2}d\tau /dt=-mc^{2}{\sqrt {1-v^{2}/c^{2}}},}
где {\displaystyle v} — обычная трёхмерная скорость частицы.
Из этого лагранжиана следует классическая динамика релятивистских частиц (релятивистская динамика).

## Лагранжианы и плотности лагранжианов в теории поля
- В классической и квантовой теории поля делают различие между лагранжианом L, через который действие выражается как интеграл только по времени

{\displaystyle S=\int {L\,dt},}
и плотностью лагранжиана {\displaystyle {\mathcal {L}}}, которую нужно интегрировать по всему четырёхмерному (а в некоторых теориях и более многомерному) пространству-времени:
{\displaystyle S[\varphi _{i}]=\int {{\mathcal {L}}[\varphi _{i}(x)]\,d^{4}x}.}
Тогда лагранжиан — это интеграл по пространственным переменным от плотности лагранжиана.
- В последнее время плотность лагранжиана {\displaystyle {\mathcal {L}}} часто называют просто лагранжианом; это полезно в релятивистских теориях, поскольку он определён локально. Такое определение терминов, очевидно, альтернативно приведённому в начале параграфа. Нередко также при этом вводят различие между лагранжианом и функцией Лагранжа, понимая под последней интеграл от лагранжиана по пространству.

Оба определения лагранжиана можно получить как специальные случаи общего определения, в зависимости от того, включены пространственные переменные {\displaystyle {\vec {x}}} в индекс {\displaystyle i} или в параметры {\displaystyle s} в {\displaystyle \varphi _{i}(s)}. Квантовые теории поля в физике элементарных частиц, такие как квантовая электродинамика, обычно описываются в терминах {\displaystyle {\mathcal {L}}}. Эта форма удобна, так как быстро переводится в правила, используемые для оценки диаграмм Фейнмана.

## Электромагнитныйлагранжиан
В этом разделе речь идёт о чисто классической (не квантовой) электродинамике (квантовоэлектродинамический лагранжиан описан в следующих разделах), в особенности сказанное касается заряженного вещества, с которым взаимодействует электромагнитное поле — то есть и члена взаимодействия, и лагранжиана собственно вещества (лагранжиан же свободного электромагнитного поля в целом один и тот же в классической и квантовой теории).

### Электростатика
Электростатика — физика статических (то есть постоянных) электрических полей, которые можно (приближенно или точно) описать скалярным потенциалом, и достаточно медленно движущегося заряженного вещества, подчиняющегося таким образом ньютоновской механике.
В классической механике лагранжиан есть
{\displaystyle {\mathcal {L}}=T-V,}
где {\displaystyle T} — кинетическая энергия и {\displaystyle V} — потенциальная энергия.
Для заряженной частицы массой {\displaystyle m} и зарядом {\displaystyle q}, находящейся в электрическом (электростатическом) поле со скалярным потенциалом {\displaystyle \varphi \ }, кинетическая энергия задаётся выражением
{\displaystyle T_{s}={1 \over 2}m\mathbf {v} \cdot \mathbf {v} } — для одной частицы (для многих берётся сумма).
Энергия взаимодействия поля с заряженным веществом выглядит как
{\displaystyle V=q\varphi \ } для одного точечного заряда (для многих суммируется),
или
{\displaystyle V=\int \rho \varphi \ dxdydz} — в виде для непрерывного распределения заряда.
(Тот и другой вид оказывается полезно выписать отдельно, хотя, конечно, они друг к другу сводятся, если использовать дельта-функцию).
Энергия поля входит в член кинетической энергии наряду с кинетической энергией частиц, записываясь как:
{\displaystyle T_{f}=\int {1 \over 2\varkappa }(\nabla \varphi )^{2}dxdydz,}
где {\displaystyle \varkappa } — «силовая константа», входящая в конечном итоге в закон Кулона.
Таким образом, лагранжиан электростатики, включающий в себя и кинетическую энергию (медленного) движения заряженных частиц, таков:
{\displaystyle {\mathcal {L}}=T_{f}-V+T_{s},}
(каждый член его выписан выше).
- Естественно, этот лагранжиан может быть при необходимости дополнен другими членами, описывающими неэлектрические силы, например, энергией упругости и т. д.

Проварьировав действие с описанным в этом параграфе лагранжианом, легко получить уравнение поля для электростатики (уравнение Пуассона):
{\displaystyle \nabla ^{2}\varphi =-\varkappa \rho }
и уравнение движения частицы в электростатическом поле (в целом совпадающее с полученным в примере для классической частицы в начале статьи):
{\displaystyle m{\dot {\mathbf {v} }}=-q\nabla \varphi .}

### Электродинамика

#### Трёхмерная формулировка
В случае электродинамики приходится пользоваться уже не классической потенциальной энергией, а обобщённой (зависящей и от скоростей) потенциальной энергией (энергией взаимодействия):
{\displaystyle V=q\varphi -{q \over c}\mathbf {v} \cdot \mathbf {A} ,}
или
{\displaystyle V=\int (\rho \varphi -{1 \over c}\mathbf {j} \cdot \mathbf {A} )dxdydz,}
где {\displaystyle c} — скорость света, {\displaystyle v} — скорость частицы, j — вектор плотности тока, А — векторный потенциал.
Энергия электромагнитного поля также должна включать по сравнению со случаем электростатики ещё и энергию магнитного поля:
{\displaystyle T_{f}=\int {\frac {1}{2\varkappa }}(E^{2}-H^{2})dxdydz,}
где векторы напряжённости электрического поля E и напряжённости магнитного поля H следует считать выраженными через скалярный потенциал {\displaystyle \varphi } и векторный потенциал А:
{\displaystyle \mathbf {E} =-\nabla \varphi -{1 \over c}{\frac {\partial \mathbf {A} }{\partial t}},}
{\displaystyle \mathbf {H} =\mathbf {rot} \mathbf {A} .}
Тогда электромагнитный лагранжиан запишется в виде
{\displaystyle L=T_{f}-q\varphi +{q \over c}\mathbf {v} \cdot \mathbf {A} +T_{s}.}
или
{\displaystyle L=T_{f}+\int (-\rho \varphi +{\frac {\mathbf {j} \cdot \mathbf {A} }{c}})dxdydz+T_{s}.}
Здесь в качестве лагранжиана вещества {\displaystyle T_{s}} можно использовать приближённое выражение для медленных частиц, как описано в параграфе об электростатике, а можно использовать (так как для электродинамики, не ограничивающейся медленными движениями, это, вообще говоря, актуально) релятивистский лагранжиан для быстрых частиц
{\displaystyle T_{s}=-mc^{2}d\tau /dt=-mc^{2}{\sqrt {1-{\frac {v^{2}}{c^{2}}}}}.}
Как и в случае электростатики, при необходимости к этому лагранжиану могут быть дописаны дополнительные члены, описывающие неэлектромагнитные силы, другие поля и т. д., что, впрочем, выходит за рамки задачи описания электромагнитного лагранжиана. Строго говоря, выписывание кинетической энергии вещества тоже выходит за эти рамки, однако мы выписали его, чтобы описание сохраняло целостность.
При варьировании действия с этим лагранжианом по φ и по {\displaystyle A_{x},A_{y},A_{z}} (независимо по каждому, используя вторую форму записи лагранжиана), получаются уравнения Максвелла, а при варьировании по координатам заряженных частиц — используя первую форму записи — уравнения движения заряженных частиц в поле, сводящемуся к:
{\displaystyle d\mathbf {p} /dt=\mathbf {F} _{L},}
где p — (трёхмерный) импульс частицы, {\displaystyle \mathbf {F} _{L}} — сила Лоренца (включая электрический член).
Однако проще и короче всего такой вывод получается в четырёхмерной формулировке (см. далее).

#### Четырёхмерная формулировка
В четырёхмерной формулировке плотность лагранжиана электромагнитного поля, его взаимодействия с заряженным веществом и (для полноты картины) самого вещества выглядит так (при использовании системы единиц c = 1):
{\displaystyle L={\frac {1}{4\varkappa }}F_{ik}F^{ik}+A_{i}j^{i}+L_{s}.}
Второй член (описывающий взаимодействие) можно переписать так, что соответствующее действие будет:
{\displaystyle S_{int}=-\int qA_{i}dx^{i}.}
(Член {\displaystyle L_{s}} — обычная плотность лагранжиана быстрой — в общем случае — частицы; явно её можно не выписывать, поскольку для классической теории она не нужна, так как для неё нужен лагранжиан такой частицы, выписанный как обычно — см. выше — а не его плотность).
Здесь {\displaystyle F^{ik}} — тензор электромагнитного поля (в лагранжиан входит его свёртка — квадрат), {\displaystyle A_{i}} — 4-потенциал, {\displaystyle j^{i}} — четырёхмерная плотность тока, {\displaystyle x^{i}} — 4-координата точки в области, в которой проводится интегрирование; подразумевается правило Эйнштейна суммирования по повторяющемуся индексу.

Варьированием по {\displaystyle A_{i}} легко получаются уравнения Максвелла в четырёхмерной форме:
{\displaystyle \partial _{i}F^{ik}=\varkappa j^{k},}
а варьированием по {\displaystyle x^{i}} — уравнение движения для частицы:
{\displaystyle dp_{i}/d\tau =qF_{ik}u^{k},\,}
где {\displaystyle p_{i}=mu_{i}} — 4-импульс, {\displaystyle u^{k}} — 4-скорость.

## Лагранжиан квантовой теории поля
Лагранжиан квантовой теории поля (КТП) в принципе совпадает с классическим, за исключением случаев, когда для некоторой части полевых переменных затруднительно ввести классические аналоги или корректно проинтерпретировать их; впрочем, и тогда обычно можно, хотя бы чисто формально, получить то, что называется классическими уравнениями движения, использовав вместо той или иной процедуры квантования поля с данным лагранжианом приближение стационарной фазы (стационарного действия) — то есть найдя классическое приближение описания системы.
Таким образом, лагранжианы, выписанные ниже, не являются в определённом смысле специфичными только для квантовой теории соответствующих полей; тем не менее они используются в КТП, представляя в определённом отношении её основу.

### Лагранжианквантовой электродинамики
Плотность лагранжиана для квантовой электродинамики (КЭД):
{\displaystyle {\mathcal {L}}={\bar {\psi }}(i{D}\!\!\!\!/\ -m)\psi -{1 \over 4}F_{\mu \nu }F^{\mu \nu },}
где {\displaystyle \psi } — спинор (четырёхмерный), {\displaystyle {\bar {\psi }}=\psi ^{\dagger }\gamma ^{0}} — его дираковское сопряжение, {\displaystyle F^{\mu \nu }} — тензор электромагнитного поля, D — калибровочная ковариантная производная и {\displaystyle {D}\!\!\!\!/\ } — обозначение Фейнмана для {\displaystyle \gamma ^{\sigma }D_{\sigma }}.

### Лагранжиан Дирака
Плотность лагранжиана для дираковского поля
{\displaystyle {\mathcal {L}}={\bar {\psi }}(i{\partial }\!\!\!/\ -m)\psi .}

### Лагранжиан квантовой хромодинамики
Плотность лагранжиана для квантовой хромодинамики
{\displaystyle {\mathcal {L}}=-{1 \over 4}F^{\alpha }{}_{\mu \nu }F_{\alpha }{}^{\mu \nu }-\sum _{n}{\bar {\psi }}_{n}({D}\!\!\!\!/+m_{n})\psi _{n},}
где {\displaystyle D_{\mu }} — калибровочная ковариантная производная КХД и {\displaystyle F^{\alpha }{}_{\mu \nu }} — тензор напряжённости глюонного поля.

## Необходимое и достаточное условие существования и единственности уравнения Лагранжа
В классической механике необходимым и достаточным условием существования и единственности уравнения Лагранжа является {\displaystyle det\left\|{\frac {\partial ^{2}L}{\partial {\dot {q}}_{j}\partial {\dot {q}}_{k}}}\right\|_{j,k=1}^{n}\neq 0}. 